# Grand Prix moto d'Espagne 2008
Deuxième épreuve du championnat du monde de vitesse moto 2008, le Grand Prix moto d'Espagne 2008, est disputé sur le circuit de Jerez, du vendredi 28 au dimanche 30 mars 2008.

C'est le 54e Grand Prix moto d'Espagne.

## MotoGP
La course se déroule sur 27 tours soit 119,421 kilomètres (un tour est long de 4 423 m)

### Classement des qualifications
| Pos. | Pilote           | Équipe               | Temps          | Écart   |
| ---- | ---------------- | -------------------- | -------------- | ------- |
| 1    | Jorge Lorenzo    | Team Yamaha Fiat     | 1 min 38 s 189 | N/A     |
| 2    | Daniel Pedrosa   | Repsol Honda Team    | 1 min 38 s 789 | 0 s 600 |
| 3    | Colin Edwards    | Yamaha Tech 3        | 1 min 38 s 954 | 0 s 765 |
| 4    | Nicky Hayden     | Repsol Honda Team    | 1 min 39 s 061 | 0 s 872 |
| 5    | Valentino Rossi  | Team Yamaha Fiat     | 1 min 39 s 064 | 0 s 875 |
| 6    | Randy de Puniet  | Honda LCR            | 1 min 39 s 122 | 0 s 933 |
| 7    | Casey Stoner     | Ducati Marlboro Team | 1 min 39 s 286 | 1 s 097 |
| 8    | James Toseland   | Yamaha Tech 3        | 1 min 39 s 334 | 1 s 145 |
| 9    | John Hopkins     | Kawasaki Racing Team | 1 min 39 s 439 | 1 s 250 |
| 10   | Loris Capirossi  | Rizla+ Suzuki MotoGP | 1 min 39 s 484 | 1 s 295 |
| 11   | Shinya Nakano    | Honda Gresini        | 1 min 39 s 559 | 1 s 370 |
| 12   | Chris Vermeulen  | Rizla+ Suzuki MotoGP | 1 min 39 s 704 | 1 s 515 |
| 13   | Andrea Dovizioso | JIR Team Scot        | 1 min 39 s 767 | 1 s 578 |
| 14   | Alex De Angelis  | Honda Gresini        | 1 min 40 s 037 | 1 s 848 |
| 15   | Anthony West     | Kawasaki Racing Team | 1 min 40 s 037 | 1 s 899 |
| 16   | Toni Elias       | Alice Team           | 1 min 40 s 286 | 2 s 097 |
| 17   | Sylvain Guintoli | Alice Team           | 1 min 40 s 939 | 2 s 750 |
| 18   | Marco Melandri   | Ducati Marlboro Team | 1 min 41 s 027 | 2 s 838 |

### Classement de la course
| Pos. | Pilote           | Équipe               | Temps/Écart     |
| ---- | ---------------- | -------------------- | --------------- |
| 1    | Daniel Pedrosa   | Repsol Honda Team    | 45 min 35 s 121 |
| 2    | Valentino Rossi  | Team Yamaha Fiat     | +2 s 883        |
| 3    | Jorge Lorenzo    | Team Yamaha Fiat     | +4 s 339        |
| 4    | Nicky Hayden     | Repsol Honda Team    | +10 s 142       |
| 5    | Loris Capirossi  | Rizla+ Suzuki MotoGP | +27 s 524       |
| 6    | James Toseland   | Yamaha Tech 3        | +27 s 808       |
| 7    | John Hopkins     | Kawasaki Racing Team | +28 s 296       |
| 8    | Andrea Dovizioso | JIR Team Scot        | +28 s 449       |
| 9    | Shinya Nakano    | Honda Gresini        | +32 s 569       |
| 10   | Chris Vermeulen  | Rizla+ Suzuki MotoGP | +35 s 091       |
| 11   | Casey Stoner     | Ducati Marlboro Team | +42 s 223       |
| 12   | Marco Melandri   | Ducati Marlboro Team | +44 s 498       |
| 13   | Anthony West     | Kawasaki Racing Team | +45 s 807       |
| 14   | Alex De Angelis  | Honda Gresini        | +45 s 871       |
| 15   | Toni Elias       | Alice Team           | +1 min 09 s 558 |
| 16   | Sylvain Guintoli | Alice Team           | +1 min 14 s 442 |

Non classé :
 Randy de Puniet (chute au 4e tour)
 Colin Edwards (abandon au 6e tour)

### Pole position et record du tour
- Pole position : en 1 min 38 s 189 (162,164 km/h).
- Meilleur tour en course : en 1 min 40 s 116 (159,043 km/h) lors du 3e tour.

## Classement des 250 cm³
| Pos | Num | Pilote              | Moto    | Tours | Temps           | Grille | Points |
| --- | --- | ------------------- | ------- | ----- | --------------- | ------ | ------ |
| 1   | 36  | Mika Kallio         | KTM     | 26    | 45 min 27 s 908 | 2      | 25     |
| 2   | 75  | Mattia Pasini       | Aprilia | 26    | +4 s 277        | 10     | 20     |
| 3   | 72  | Yuki Takahashi      | Honda   | 26    | +4 s 287        | 11     | 16     |
| 4   | 4   | Hiroshi Aoyama      | KTM     | 26    | +4 s 876        | 6      | 13     |
| 5   | 21  | Hector Barbera      | Aprilia | 26    | +5 s 968        | 7      | 11     |
| 6   | 6   | Alex Debon          | Aprilia | 26    | +13 s 633       | 3      | 10     |
| 7   | 60  | Julian Simon        | KTM     | 26    | +16 s 372       | 5      | 9      |
| 8   | 15  | Roberto Locatelli   | Gilera  | 26    | +22 s 571       | 8      | 8      |
| 9   | 41  | Aleix Espargaro     | Aprilia | 26    | +28 s 606       | 15     | 7      |
| 10  | 52  | Lukas Pesek         | Aprilia | 26    | +32 s 726       | 17     | 6      |
| 11  | 25  | Alex Baldolini      | Aprilia | 26    | +38 s 602       | 16     | 5      |
| 12  | 14  | Ratthapark Wilairot | Honda   | 26    | +43 s 371       | 19     | 4      |
| 13  | 17  | Karel Abraham       | Aprilia | 26    | +54 s 159       | 14     | 3      |
| 14  | 43  | Manuel Hernandez    | Aprilia | 26    | +1 min 21 s 938 | 21     | 2      |
| 15  | 10  | Imre Toth           | Aprilia | 25    | +1 tour         | 22     | 1      |
| 16  | 45  | Doni Tata Pradita   | Yamaha  | 25    | +1 tour         | 23     |        |
| Ab  | 19  | Alvaro Bautista     | Aprilia | 25    | Collision       | 1      |        |
| Ab  | 58  | Marco Simoncelli    | Gilera  | 25    | Collision       | 9      |        |
| Ab  | 12  | Thomas Luthi        | Aprilia | 22    | Accident        | 4      |        |
| Ab  | 54  | Manuel Poggiali     | Gilera  | 20    | Abandon         | 18     |        |
| Ab  | 32  | Fabrizio Lai        | Gilera  | 17    | Abandon         | 12     |        |
| Ab  | 50  | Eugene Laverty      | Aprilia | 8     | Abandon         | 20     |        |
| Ab  | 55  | Hector Faubel       | Aprilia | 2     | Accident        | 13     |        |

## Classement des 125 cm³
| Pos | Num | Pilote              | Moto    | Tours | Temps           | Grille | Points |
| --- | --- | ------------------- | ------- | ----- | --------------- | ------ | ------ |
| 1   | 24  | Simone Corsi        | Aprilia | 23    | 41 min 46 s 100 | 5      | 25     |
| 2   | 18  | Nicolas Terol       | Aprilia | 23    | +3 s 206        | 2      | 20     |
| 3   | 38  | Bradley Smith       | Aprilia | 23    | +4 s 986        | 1      | 16     |
| 4   | 17  | Stefan Bradl        | Aprilia | 23    | +5 s 022        | 3      | 13     |
| 5   | 22  | Pablo Nieto         | KTM     | 23    | +6 s 254        | 13     | 11     |
| 6   | 51  | Steve Bonsey        | Aprilia | 23    | +20 s 563       | 6      | 10     |
| 7   | 54  | Scott Redding       | Aprilia | 23    | +22 s 517       | 8      | 9      |
| 8   | 77  | Dominique Aegerter  | Derbi   | 23    | +23 s 002       | 11     | 8      |
| 9   | 63  | Mike Di Meglio      | Derbi   | 23    | +23 s 928       | 7      | 7      |
| 10  | 11  | Sandro Cortese      | Aprilia | 23    | +33 s 541       | 15     | 6      |
| 11  | 35  | Raffaele de Rosa    | KTM     | 23    | +33 s 664       | 10     | 5      |
| 12  | 12  | Esteve Rabat        | KTM     | 23    | +33 s 987       | 16     | 4      |
| 13  | 71  | Tomoyoshi Koyama    | KTM     | 23    | +34 s 426       | 21     | 3      |
| 14  | 44  | Pol Espargaró       | Derbi   | 23    | +40 s 038       | 17     | 2      |
| 15  | 73  | Takaaki Nakagami    | Aprilia | 23    | +44 s 515       | 19     | 1      |
| 16  | 60  | Michael Ranseder    | Aprilia | 23    | +45 s 498       | 24     |        |
| 17  | 16  | Jules Cluzel        | Loncin  | 23    | +49 s 685       | 27     |        |
| 18  | 29  | Andrea Iannone      | Aprilia | 23    | +53 s 186       | 20     |        |
| 19  | 30  | Pere Tutusaus       | Aprilia | 23    | +58 s 037       | 25     |        |
| 20  | 19  | Roberto Lacalendola | Aprilia | 23    | +1 min 03 s 610 | 28     |        |
| 21  | 5   | Alexis Masbou       | Loncin  | 23    | +1 min 04 s 732 | 26     |        |
| 22  | 76  | Ivan Maestro        | Honda   | 23    | +1 min 19 s 599 | 34     |        |
| 23  | 78  | Daniel Saez         | Aprilia | 23    | +1 min 24 s 990 | 32     |        |
| 24  | 69  | Louis Rossi         | Honda   | 23    | +1 min 48 s 192 | 33     |        |
| 25  | 79  | Alberto Moncayo     | Derbi   | 20    | +3 tours        | 35     |        |
| Ab  | 14  | Axel Pons           | Aprilia | 22    | Accident        | 23     |        |
| Ab  | 8   | Lorenzo Zanetti     | KTM     | 14    | Accident        | 31     |        |
| Ab  | 56  | Hugo van den Berg   | Aprilia | 12    | Abandon         | 30     |        |
| Ab  | 6   | Joan Olive          | Derbi   | 9     | Accident        | 18     |        |
| Ab  | 99  | Danny Webb          | Aprilia | 8     | Accident        | 9      |        |
| Ab  | 27  | Stefano Bianco      | Aprilia | 7     | Accident        | 14     |        |
| Ab  | 33  | Sergio Gadea        | Aprilia | 6     | Accident        | 12     |        |
| Ab  | 7   | Efren Vazquez       | Aprilia | 6     | Accident        | 22     |        |
| Ab  | 1   | Gabor Talmacsi      | Aprilia | 3     | Abandon         | 4      |        |